# Kabinett Zinn II
Das Kabinett Zinn II bildete vom 19. Januar 1955 bis 29. Januar 1959 die Landesregierung von Hessen. Die Wahl des Ministerpräsidenten erfolgte bereits am 17. Dezember 1954.

## Kabinett
| Amt                                    | Name                                                                             | Partei | Partei | Staatssekretäre |
| -------------------------------------- | -------------------------------------------------------------------------------- | ------ | ------ | --- |
| Ministerpräsident                      | Georg-August Zinn                                                                |        | SPD    | Hermann Bach (Chef der Staatskanzlei)                                                                               |
| Stellvertreter des Ministerpräsidenten | Gotthard Franke                                                                  |        | GB/BHE | |
| Arbeit, Wirtschaft und Verkehr         | Gotthard Franke                                                                  |        | GB/BHE | Friedrich Wilhelm Reuß                                                                                              |
| Inneres                                | Heinrich Schneider                                                               |        | SPD    | Erich Schuster |
| Finanzen                               | Heinrich Troeger (bis 26. September 1956) Wilhelm Conrad (ab 26. September 1956) |        | SPD    | Herbert Lauffer (bis 31. Mai 1956) Gustav Feick (1. Juni 1956 – 30. November 1957) Otto Krauß (ab 1. Dezember 1957) |
| Justiz                                 | Georg-August Zinn                                                                |        | SPD    | Erich Rosenthal-Pelldram                                                                                            |
| Landwirtschaft und Forsten             | Gustav Hacker                                                                    |        | GB/BHE | Tassilo Tröscher |
| Erziehung und Volksbildung             | Arno Hennig                                                                      |        | SPD    | Willi Viehweg (bis 31. Juli 1955) Hans-Georg Kluge (ab 1. August 1955)                                              |